# Premio Louis Delluc
El premio Louis Delluc es un galardón cinematográfico francés, otorgado anualmente por un jurado compuesto por veinte críticos de cine y cineastas de Francia, al mejor filme francés del año. Lleva su nombre en homenaje a Louis Delluc, primer periodista francés especializado en cine, y fundador de los llamados Cineclub. El premio fue otorgado por primera vez en 1937.

## Historia
En 1936 un grupo de críticos de cine, encabezados por Maurice Bessy, Marcel Idzkowski y Georges Cravenne decidieron crear un premio cinematográfico para recompensar a la mejor película francesa del año.
Como fecha, se acordó que la entrega se realizaría en segundo jueves de diciembre de cada año. La ceremonia se ha efectuado desde 1937, con un lapso de 1940 a 1944.
Las películas premiadas constituyen un conjunto especialmente coherente en exigencia artística, cine de autor y reconocimiento del público.
El primer filme premiado fue Los bajos fondos (1936) del director Jean Renoir.
Desde 2000 se amplió, con la creación del premio Louis Delluc a la ópera prima.

## Cronología
| - 1937 : Los bajos fondos de Jean Renoir - 1938 : Le Puritain de Jeff Musso - 1939 : Quai des brumes de Marcel Carné - 1940 : suspendido - 1941 : suspendido - 1942 : suspendido - 1943 : suspendido - 1944 : suspendido - 1945 : Sierra de Teruel de André Malraux - 1946 : La bella y la bestia de Jean Cocteau - 1947 : Paris 1900 de Nicole Védrès - 1948 : Les Casse-pieds de Jean Dréville - 1949 : Rendez-vous de juillet de Jacques Becker - 1950 : Le Journal d'un curé de campagne de Robert Bresson - 1951 : sin ganador - 1952 : Le Rideau cramoisi de Alexandre Astruc - 1953 : Las vacaciones del señor Hulot de Jacques Tati - 1954 : Las diabólicas de Henri-Georges Clouzot - 1955 : Les Grandes Manœuvres de René Clair - 1956 : El globo rojo de Albert Lamorisse - 1957 : Ascensor para el cadalso de Louis Malle - 1958 : Moi un noir de Jean Rouch - 1959 : On n'enterre pas le dimanche de Michel Drach - 1960 : Une aussi longue absence de Henri Colpi - 1961 : Un cœur gros comme ça de François Reichenbach - 1962 : - L'Immortelle de Alain Robbe-Grillet - Le Soupirant de Pierre Étaix - 1963 : Los paraguas de Cherburgo de Jacques Demy - 1964 : La felicidad de Agnès Varda - 1965 : La Vie de château de Jean-Paul Rappeneau - 1966 : La guerra ha terminado de Alain Resnais - 1967 : Benjamin de Michel Deville - 1968 : Baisers volés de François Truffaut - 1969 : Les Choses de la vie de Claude Sautet - 1970 : Le Genou de Claire de Éric Rohmer - 1971 : Rendez-vous à Bray de André Delvaux - 1972 : Estado de sitio de Costa-Gavras - 1973 : L'Horloger de Saint-Paul de Bertrand Tavernier - 1974 : La Gifle de Claude Pinoteau - 1975 : Cousin, cousine de Jean-Charles Tacchella - 1976 : Le Juge Fayard dit Le Shériff de Yves Boisset - 1977 : Diabolo menthe de Diane Kurys | - 1978 : L'Argent des autres de Christian de Chalonge - 1979 : Le Roi et l'Oiseau de Paul Grimault - 1980 : Un étrange voyage de Alain Cavalier - 1981 : Une étrange affaire de Pierre Granier-Deferre - 1982 : Danton de Andrzej Wajda - 1983 : À nos amours de Maurice Pialat - 1984 : La Diagonale du fou de Richard Dembo - 1985 : L'Effrontée de Claude Miller - 1986 : Mauvais Sang de Léos Carax - 1987 : - Soigne ta droite de Jean-Luc Godard - Adiós, muchachos de Louis Malle - 1988 : La Lectrice de Michel Deville - 1989 : Un monde sans pitié de Éric Rochant - 1990 : - Le Petit Criminel de Jacques Doillon - El marido de la peluquera de Patrice Leconte - 1991 : Todas las mañanas del mundo de Alain Corneau - 1992 : Le petit prince a dit de Christine Pascal - 1993 : Smoking / No Smoking de Alain Resnais - 1994 : Los juncos salvajes de André Téchiné - 1995 : Nelly y el señor Arnaud de Claude Sautet - 1996 : Y aura-t-il de la neige à Noël? de Sandrine Veysset - 1997 : - On connaît la chanson de Alain Resnais - Marius et Jeannette de Robert Guédiguian - 1998 : L'Ennui de Cédric Kahn - 1999 : Adieu, plancher des vaches ! de Otar Iosseliani - 2000 : Merci pour le chocolat de Claude Chabrol - 2001 : Intimité de Patrice Chéreau - 2002 : Ser y tener de Nicolas Philibert - 2003 : - la trilogía Un couple épatant / Cavale / Après la vie de Lucas Belvaux - les Sentiments de Noémie Lvovsky - 2004 : Reyes y reina de Arnaud Desplechin - 2005 : Les Amants réguliers de Philippe Garrel - 2006 : Lady Chatterley de Pascale Ferran - 2007 : La Graine et le mulet de Abdellatif Kechiche - 2008 : La Vie moderne de Raymond Depardon |